# 백자철화용문호
백자철화용문호(白磁鐵畵龍文壺)는 부산광역시 남구, 부산박물관에 있는 조선시대의 백자이다. 2012년 5월 17일 부산광역시의 유형문화재 제112호로 지정되었다.
이 작품은 백자 태토로 상·하의 몸체를 따로 만든 후 접합한 원호(圓壺) 형식에 동체부 전면에 철사안료로 용과 초화문을 시문해 놓은 철화백자항아리이다. 좌우 및 상하가 비대칭으로 성형되어 조금 일그러져 있으나, 구연부에서 저부까지 균열된 2개소가 접합·수리된 곳을 제외하고는 상태가 양호한 편이다.
이 백자항아리는 비교적 정선된 태토에 투명한 유약을 시유하여 소성하였으며, 기표면 전체에 미세한 기공들이 있지만 유면에는 빙렬은 없고 유태의 색조는 전반적으로 회백색을 띠고 있다. 전체적인 형태는 동체 윤곽선이 풍만하면서도 원형에 가까운 이른바 《달항아리》 형식으로 저경에 비해 구경이 넓은 입을 지닌 형태이다.
동체부 중앙에는 철사안료를 사용하여 매우 추상적이면서도 철화 발색이 좋은 용 문양이 빠른 필치로 생동감 있게 그려져 있고, 견부와 동체부 하단에는 초화문의 변형된 형식으로 추정되는 추상적인 문양이 군데군데 시문되어 있다. 특히, 촉수처럼 생긴 수염을 지닌 용이 다리 등의 세부 표현이 생략된 채 마치 지네와 같은 모습으로 표현되어 있는 등 개성 가마의 특징을 보여주고 있어 17세기 후반 지방가마에서 민수용(民需用)으로 만들어진 것으로 보인다.
부산박물관 소장 백자철화용문호는 조선시대의 대표적인 아름다움을 지닌 것으로 평가받고 있는 17세기 후반에 제작된 이른바 《달항아리》 형식의 백자호이다. 또한 동체부에 철사안료로 그려진 용 문양의 발색이 뛰어날 뿐만 아니라 활달한 필치와 추상적으로 묘사된 용의 모습 등 예술적, 미술사적 가치가 높은 수작(秀作)이기도 하다.

## 같이 보기
- 한국 백자

## 참고 자료
- 백자철화용문호 - 국가유산청 국가유산포털